# Nordelsheim
Nordelsheim (auch Nordolfsheim) ist eine Wüstung südwestlich von Undenheim im rheinland-pfälzischen Landkreis Mainz-Bingen.

## Geschichte
Der Ort wurde erstmals im Jahr 1064 erwähnt. Der Ort gehörte im 12. Jahrhundert wie Undenheim ursprünglich zum Gut der Burg Alzey und ging um 1220 im Erbgang von den Herren von Bolanden auf die  Herren von Hohenfels über. Diese verpfändeten den Ort an die Herren von Alzey. Im Jahr 1429 wird der Ort als Teil des kurpfälzischen Oberamtes Alzey erwähnt.
Am dritten Pfingsttag 1516 wurde der Ort nach einem Unwetter durch ein Hochwasser des Nordelsheimer Baches zerstört. Die überlebenden Einwohner zogen nach Undenheim und die Gemarkungen beider Orte wurden verschmolzen.